# Όrοs Ίtamοs - Sithonia
Όrοs Ίtamοs - Sithonia este o arie protejată (arie specială de conservare — SAC, sit de importanță comunitară — SCI) din Grecia întinsă pe o suprafață de 18.053,58 ha, integral pe uscat.

## Localizare
Centrul sitului Όrοs Ίtamοs - Sithonia este situat la coordonatele 40°09′04″N 23°49′43″E / 40.150999°N 23.828572°E.

## Înființare
Situl Όrοs Ίtamοs - Sithonia a fost declarat sit de importanță comunitară în august 1996 pentru a proteja 6 specii de animale. Situl a fost protejat și ca arie specială de conservare în martie 2011.

## Biodiversitate
Situată în ecoregiunile marină mediteraneană și mediteraneană, aria protejată conține 13 habitate naturale: Bancuri de nisip acoperite în permanență slab de apă marină, Straturi cu Posidonia (Posidonion oceanicae), Golfuri mici largi și golfuri puțin adânci, Recifuri, Faleze cu vegetație de Limonium spp. endemic de pe coastele mediteraneene, Pășuni mediteraneene udate de apa mării (Juncetalia maritimi), Tufărișuri halofile mediteraneene și termo-atlantice (Sarcocornetea fruticosi), Dune mobile cu vegetație embrionară, Păduri aluvionare cu Alnus glutinosa și Fraxinus excelsior (Alno-Padion, Alnion incanae, Salicion albae), Păduri de Platanus orientalis și Liquidambar orientalis (Platanion orientalis), Păduri de Quercus ilex și Quercus rotundifolia, Păduri de pin (sub-) mediteraneene cu pini negri endemici, Păduri de pin mediteraneene cu pini mezogeni endemici.
La baza desemnării sitului se află mai multe specii protejate:
- amfibieni (1): izvoraș-cu-burta-galbenă (Bombina variegata)
- mamifere (1): delfin mare (Tursiops truncatus)
- nevertebrate (1): rădașcă (Lucanus cervus)
- reptile (3): șarpele cu patru dungi (Elaphe quatuorlineata), Testudo graeca, țestoasă bănățeană (Testudo hermanni)

Pe lângă speciile protejate, pe teritoriul sitului au mai fost identificate 6 specii de plante, 3 specii de amfibieni, 6 specii de mamifere, 1 specie de nevertebrate, 13 specii de reptile.